# Third Degree
Third Degree é o terceiro álbum de estúdio do supergrupo estadunidense Flying Colors, lançado em 4 de outubro de 2019 pela Mascot Label Group.
O álbum foi lançado em plataformas digitais e também em CD digipack, um LP duplo de edição limitada, um vinil azul ou preto de 180g e uma caixa de edição limitada com conteúdo bônus como um álbum de fotos de 40 páginas, dois porta-copos e um disco bônus com seis faixas bônus.
O primeiro single e vídeo do Third Degree, 'More', foi lançado quando a banda revelou o título, a capa e a lista de faixas do álbum. O segundo single, "You Are Not Alone", foi lançado em 28 de agosto de 2019. O terceiro, a faixa pop rock "Love Letter", foi lançado em 12 de setembro e o último single, "The Loss Inside", sobre o processo de luto, teve seu vídeo estreado em 30 de setembro de 2019.
O portal Loudwire o elegeu como um dos 50 melhores discos de rock de 2019.

## Gravação e informações das faixas
As primeiras sessões do álbum ocorreram em dezembro de 2016, no estúdio do guitarrista Steve Morse, na Flórida, Estados Unidos, quando sete canções foram escritas. A banda não se encontraria novamente até dezembro de 2018, quando outras três canções foram criadas. Àquela altura, o baterista e vocalista Mike Portnoy já estava gravando suas partes no estúdio do tecladista e vocalista Neal Morse em Nashville.
"The Loss Inside" é a única canção do álbum afinada em drop D. O vocalista e guitarrista Casey McPherson comentou que ela permite que ele use vocais "soul" e que Steve e Neal trabalhem "em sua própria versão de rock and roll".
"More" é uma canção sobre o desespero por "liberdade do vício, consumismo e luxúria". Casey viu "Cadence" como "uma daquelas músicas que é [sic] um 'produto' tão clássico de nós. Uma forte mistura de cada uma de nossas energias criativas em cada seção para criar o que somos."
"Last Train Home" foi construída sobre uma ideia musical que Steve guardou para a banda. Ele comentou: "Eu sempre tendo a uma espécie de sensação triunfante quando faço seções instrumentais... possivelmente porque ouvi muita música clássica ao longo dos anos". Ele usou uma guitarra de 12 cordas e muitas "guitarras ruidosamente limpas com cordas abertas".
O baixista Dave LaRue viu "Geronimo" como "uma espécie de rompimento para o Flying Colors" e ela o lembrou de Steely Dan. "You Are Not Alone" foi visto por Casey como uma continuação de "Peaceful Harbor", do Second Nature. Ele escreveu a faixa sobre os efeitos do furacão Harvey em sua cidade natal,Austin, Texas e sua experiência resgatando vítimas.
Casey descreveu "Love Letter" como sendo influenciada por The Beach Boys, The Beatles, Jellyfish, ELO e Silverchair. Ela recebeu um vídeo psicodélico inspirado nos anos 60 e 70.

## Lista de faixas
| N.º            | Título                                      | Duração |  |
| 1.             | "The Loss Inside" (A Perda Interna)         | 5:50    |  |
| 2.             | "More" (Mais)                               | 7:09    |  |
| 3.             | "Cadence" (Cadência)                        | 7:40    |  |
| 4.             | "Guardian" (Guardião)                       | 7:10    |  |
| 5.             | "Last Train Home" (Último Trem para Casa)   | 10:31   |  |
| 6.             | "Geronimo" (Gerônimo)                       | 5:19    |  |
| 7.             | "You Are Not Alone" (Você Não Está Sozinho) | 6:21    |  |
| 8.             | "Love Letter" (Carta de Amor)               | 5:09    |  |
| 9.             | "Crawl" (Engatinhar)                        | 11:14   |  |
| Duração total: | Duração total:                              | 66:23   |  |

| Faixas bônus da edição CD de luxo |                                            |         |  |
| N.º                               | Título                                     | Duração |  |
| 1.                                | "Waiting for the Sun" (Esperando Pelo Sol) | 8:55    |  |
| 2.                                | "Geronimo"                                 | 5:19    |  |
| 3.                                | "You Are Not Alone"                        | 4:21    |  |
| 4.                                | "Love Letter"                              | 5:12    |  |
| 5.                                | "Last Train Home"                          | 11:17   |  |
| 6.                                | "Crawl"                                    | 7:49    |  |
| Duração total:                    | Duração total:                             | 42:53   |  |

## Créditos
Flying Colors
- Casey McPherson - vocais, guitarra
- Neal Morse - vocais, teclados, violão
- Mike Portnoy - bateria, percussão, palmas, vocais
- Steve Morse - guitarra solo
- Dave LaRue - baixo

Produção
- Flying Colors - produção
- Bill Evans - produtor executivo, HPAR, engenheiro de pós-produção
- Rich Mouser - mixagem, masterização
- Jerry Guidroz - engenheiro de gravação
- Brian Moritz - engenheiro de gravação
- Thomas Cuce - engenheiro de gravação
- Matthew Parmenter - engenheiro de gravação
- Bouchra Azizy - edição digital adicional
- Chris Carmichael - cordas, arranjo de cordas

## Paradas
| Parada (2019)                         | Maior posição |
| ------------------------------------- | ------------- |
| Áustria (Ö3 Austria Top 40)           | 44            |
| Bélgica (Ultratop Valônia)            | 62            |
| Países Baixos (Dutch Charts)          | 46            |
| French Albums (SNEP)                  | 95            |
| Alemanha (Offizielle Deutsche Charts) | 16            |
| Escócia (Official Scottish Albums)    | 28            |
| Espanha (PROMUSICAE)                  | 81            |
| Suíça (Schweizer Hitparade)           | 11            |
| Reino Unido (Official Albums Chart)   | 99            |